# Margaret Dayhoff
Margaret Dayhoff (Filadelfia, 11 marzo 1925 – Silver Spring, 5 febbraio 1983) è stata una fisica e biochimica statunitense.

## Biografia
È considerata una capostipite nel campo della bioinformatica. Nel 1965, pubblicò un'opera fondamentale in questo senso, l'Atlas of Protein Sequence and Structure, che raccoglieva appunto i dati sulla struttura e sulla sequenza di tutte le proteine allora note. Le informazioni contenute nell'Atlas, che può essere considerata la prima banca dati biologica, su supporto cartaceo, vennero poi utilizzate per la creazione di uno dei primi progetti informatizzati di raccolta di dati biologici, il Protein Information Resource (PIR). Questo a sua volta confluì in seguito (2002) in un più grande database, UniProt, tuttora esistente.
Oltre alla pubblicazione del suo atlante, il maggior contributo della Dayhoff nel campo della bioinformatica fu tuttavia la creazione di una delle prime matrici di punteggio, la matrice PAM, ultimata nel 1966 e utilizzata tutt'oggi. Per realizzare tale matrice, la studiosa seguì un approccio evoluzionistico, confrontando tra loro le sequenze di numerose famiglie proteiche, tra loro correlate, e registrando sperimentalmente le mutazioni che si osservavano tra amminoacidi. In questo modo, calcolò dei "punteggi" da assegnare alla probabilità di scambi, durante l'evoluzione, fra coppie di amminoacidi in sequenze correlate, fornendo così uno strumento fondamentale alle strategie di allineamento di sequenze allora in uso.